# Aranka Binder
Aranka Binder (in serbo cirillico: Аранка Биндер; Sombor, 19 giugno 1966) è un'ex tiratrice a segno serba.

## Palmarès

### Olimpiadi
- 1 medaglia:
  - 1 bronzo (Barcellona 1992 nel fucile 10 metri[1])